# Pseudocophotis sumatrana
Pseudocophotis sumatrana là một loài thằn lằn trong họ Agamidae. Loài này được Hubrecht mô tả khoa học đầu tiên năm 1879.